# Bonndorf im Schwarzwald
Bonndorf im Schwarzwald ist eine Stadt im Landkreis Waldshut in Baden-Württemberg. Bekannt ist sie für ihr Schloss mit Narrenstuben und Japanischem Garten. Sie beherbergt die zweitälteste Sparkasse Deutschlands, die 1765 von Fürstabt Martin II. Gerbert gegründet wurde. Bonndorf trägt den Titel Löwenstadt.

## Geografie

### Geographische Lage
Bonndorf liegt in Südwestdeutschland in 600 m bis 1050 m Höhe im Nordosten des Landkreises Waldshut rund 18 Kilometer nördlich der Schweizer Grenze (Stühlingen/Schleitheim). Die Stadt liegt südlich der Wutach, zu der sie über die Wutachschlucht im Ortsteil Boll sowie über die Lotenbachklamm Zugang hat. Der Schluchsee liegt etwa 15 Kilometer westlich. Bonndorf liegt im Talschluss des hier beginnenden Ehrenbachtals. Der weit nach Süden geöffnete, breite Talabschluss, hat dem Ort den Namen „Bonndorf in der Sonnenschale“ gegeben. Der Ehrenbach entspringt in mehreren kleineren Quellen, die sich unterhalb des Schlosses vereinen und den Beginn des Ehrenbaches bilden. Der Bonndorfer Hausberg ist der Lindenbuck (898 m).

### Geologie
Die Stadt Bonndorf liegt auf einer Anhöhe aus Muschelkalk, der oberhalb des Buntsandsteins liegt. Das Grundgebirge ist bei Wellendingen angeschnitten, dort findet man den Wellendinger Granit. Bei Bonndorf verläuft eine variskische Verwerfung, der sogenannte Bonndorfer Graben.

### Nachbargemeinden
Die Gemeinde Bonndorf grenzt im Westen an die Gemeinde Schluchsee, im Nordwesten an die Gemeinde Lenzkirch und im Norden an die Gemeinde Löffingen (alle Landkreis Breisgau-Hochschwarzwald). Im Osten grenzt sie an die Gemeinde Wutach, im Südosten an Stühlingen sowie im Süden an Ühlingen-Birkendorf und Grafenhausen (alle Landkreis Waldshut).

### Stadtgliederung

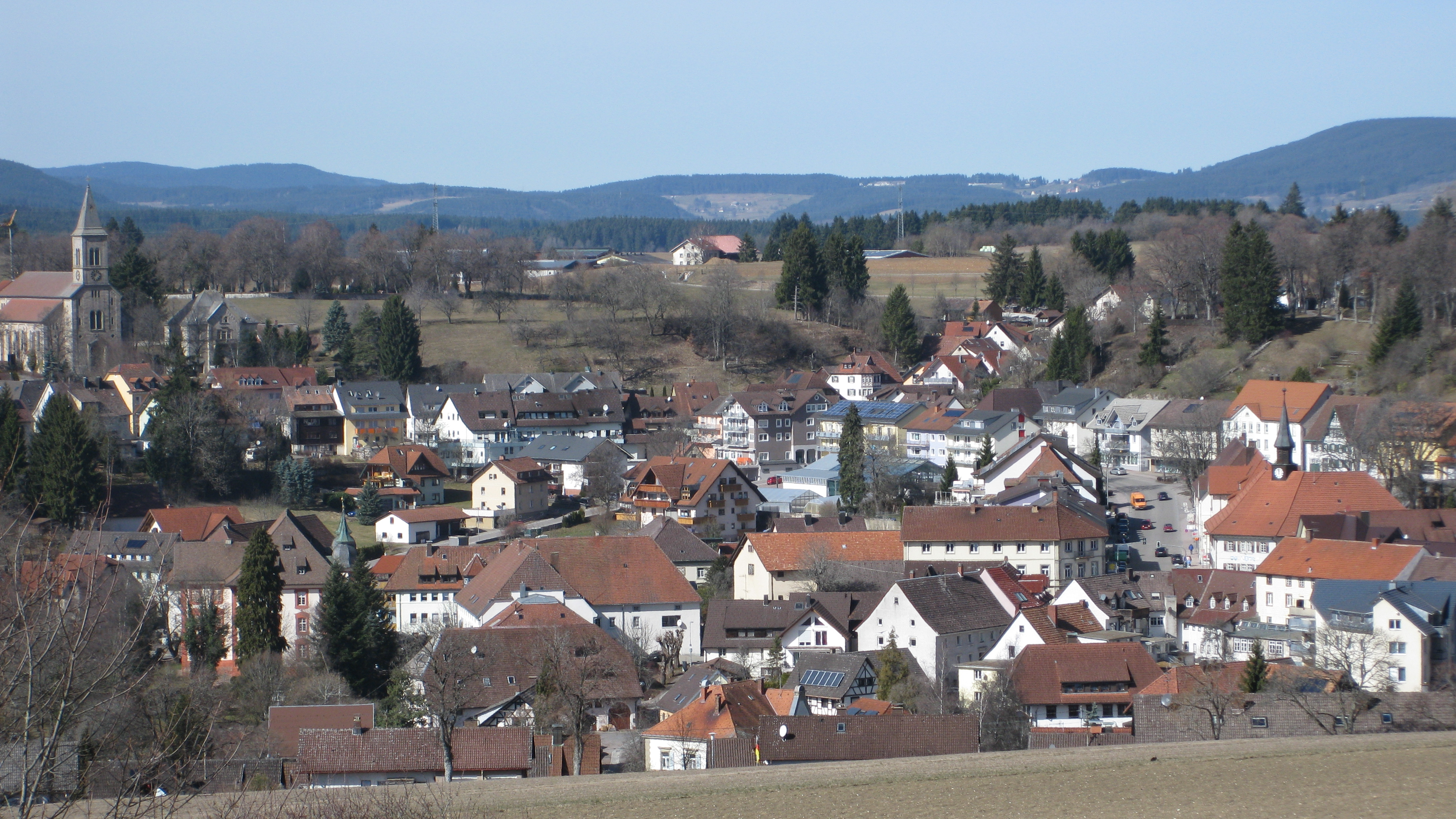
Blick vom Lindenbuck auf Bonndorf

Zur Stadt Bonndorf im Schwarzwald mit den bis in die 1970er Jahre selbstständigen Gemeinden Boll, Brunnadern, Dillendorf, Ebnet, Gündelwangen, Holzschlag, Wellendingen und Wittlekofen gehören die Stadt Bonndorf im Schwarzwald und 24 weitere Dörfer, Weiler, Höfe und Häuser.
Zur ehemaligen Gemeinde Boll gehören das Dorf Boll, das Gehöft Badhof (Bad Boll) und die Häuser Tiefental. Zur Stadt Bonndorf im Schwarzwald in den Grenzen von vor der Gemeindereform der 1970er Jahre gehören die Stadt Bonndorf im Schwarzwald, der Weiler Sommerau, das Gehöft und Haus Öttiswald und die Häuser Männleswald, Steinabad, Steinasäge und Walke. Zu den ehemaligen Gemeinden Brunnadern und Ebnet gehören jeweils nur die gleichnamigen Dörfer. Zur ehemaligen Gemeinde Dillendorf gehören das Dorf Dillendorf und das Haus Dillendorfer Säge. Zur ehemaligen Gemeinde Gündelwangen gehören das Dorf Gündelwangen und die Häuser Hebsack. Zur ehemaligen Gemeinde Holzschlag gehören das Dorf Holzschlag, der Weiler Glashütte und das Gehöft Klausenhof. Zur ehemaligen Gemeinde Wellendingen gehören das Dorf Wellendingen und das Haus Wellendinger Säge im Steinatal. Zur ehemaligen Gemeinde Wittlekofen gehören das Dorf Wittlekofen, der Weiler Dobel, das Gehöft Welschberg und das Haus Roggenbach.
Im Stadtgebiet liegen die abgegangenen Burgen Boll (auch Neu-Tannegg) und Burg Tannegg (auch Alt-Tannegg) und die Wüstung Oberhalden (ehemalige Gemeinde Boll); der in Bonndorf im Schwarzwald aufgegangene Weiler Waldeck und die Wüstung Gündlingen (im Gebiet der früheren Stadt Bonndorf im Schwarzwald); die Wüstungen Hornberg, Kohlhalden, Rohrhof und Saubach (ehemalige Gemeinde Ebnet); die Wüstungen Gündlingen und Weiler (ehemalige Gemeinde Wellendingen); die Burgruinen Roggenbach, Steinegg und die Wüstungen Schweighof und Simonsreute im Gebiet der ehemaligen Gemeinde Wittlekofen.

## Geschichte

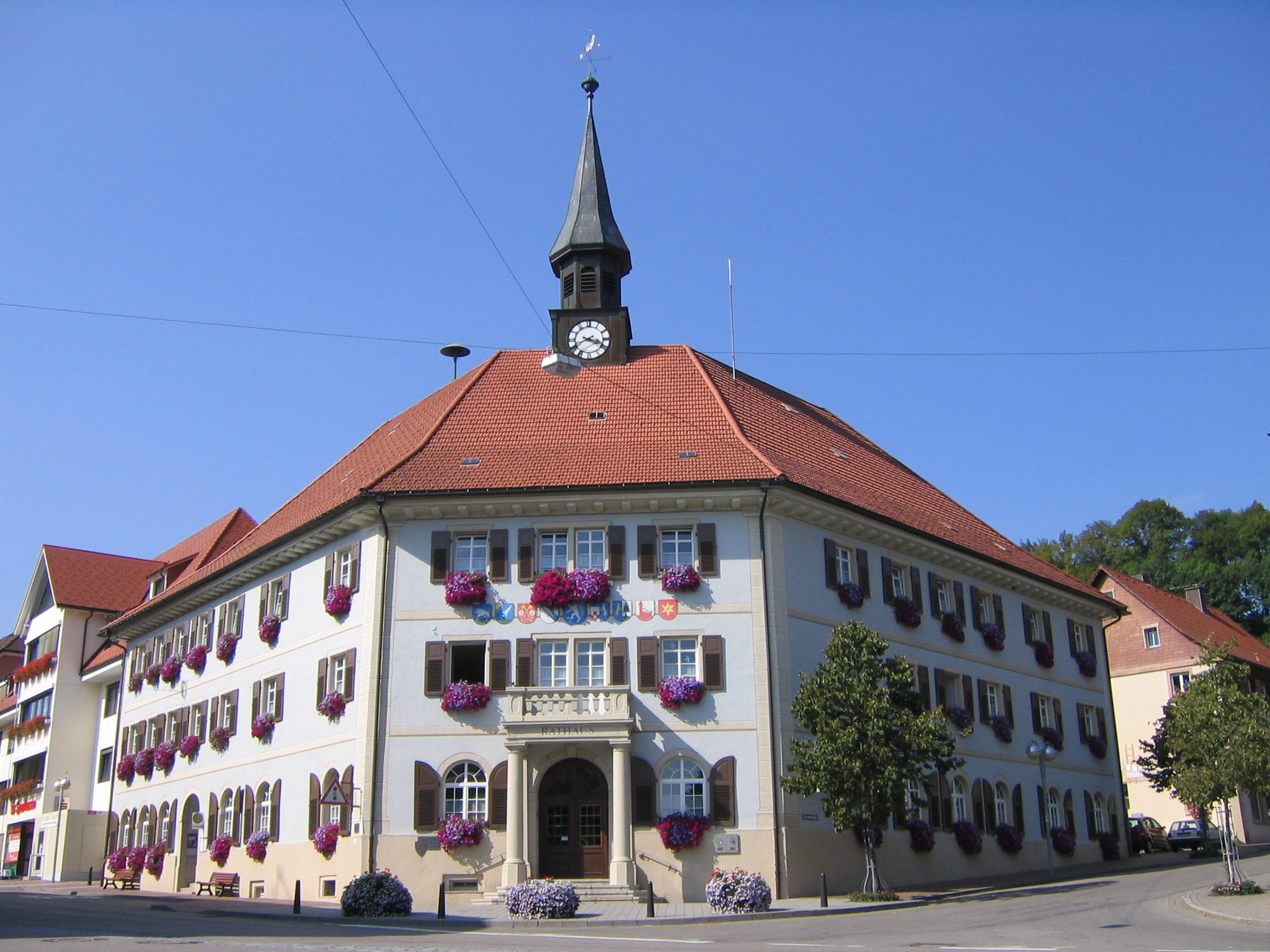
Das Rathaus der Stadt Bonndorf mit den Wappen aller Ortsteile

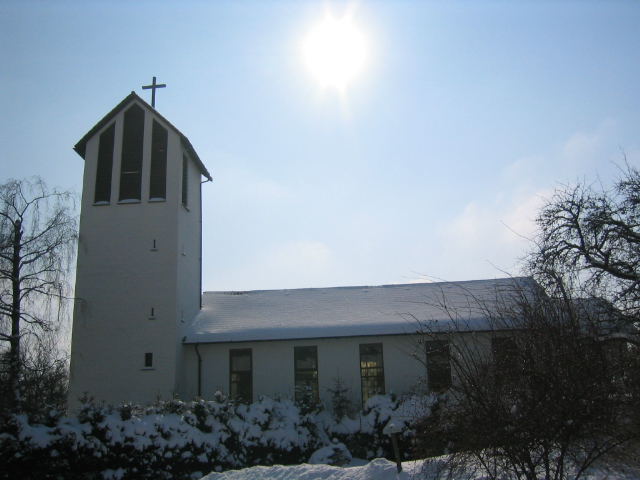
Die evangelische Pauluskirche von Bonndorf, Neubau von 1953

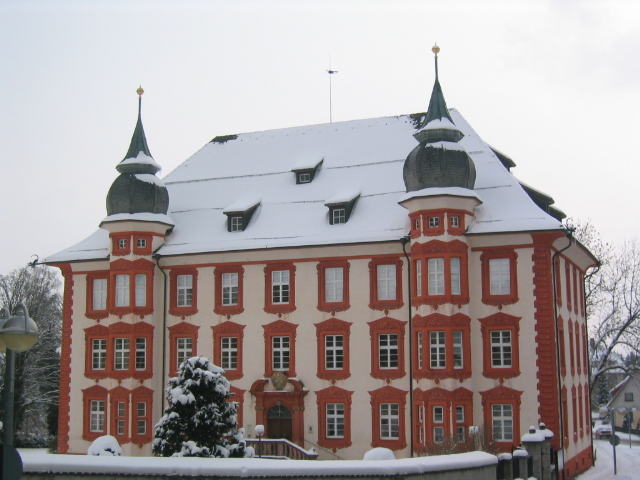
Das Bonndorfer Schloss

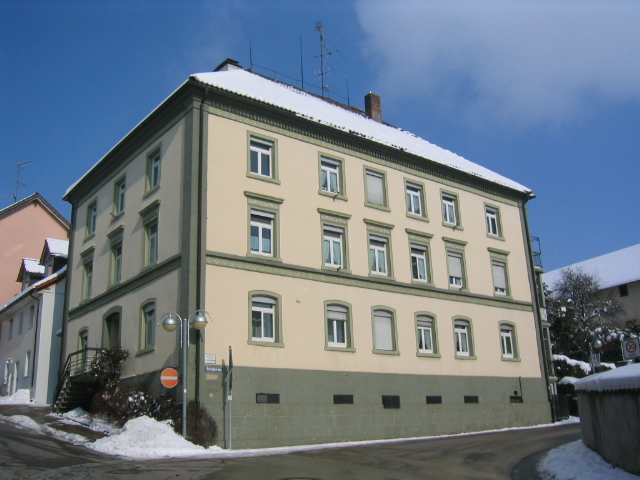
Die alte Bonndorfer Sparkasse

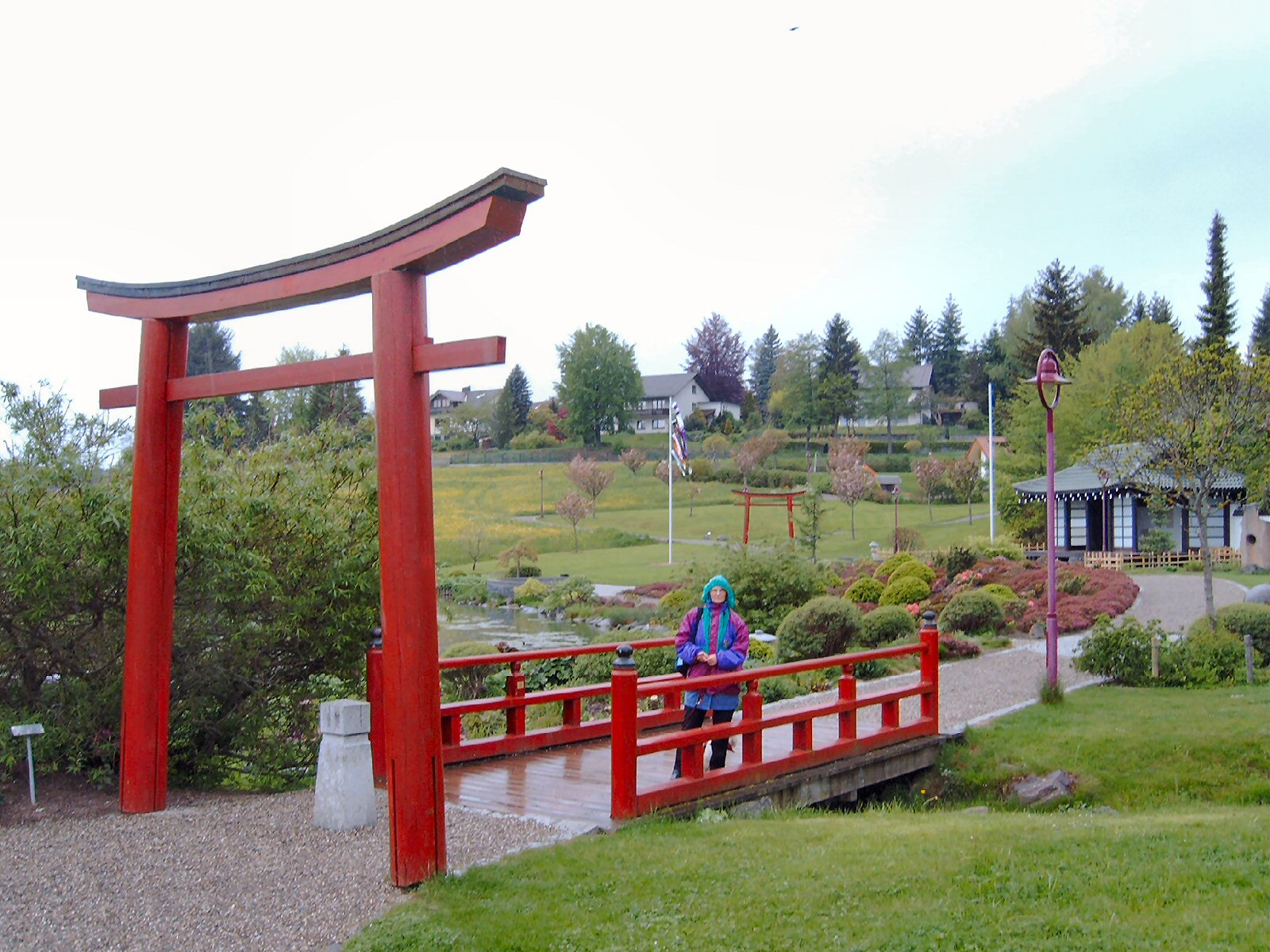
Japanischer Garten

### Bis zum 18. Jahrhundert
Das Gebiet um Bonndorf war schon in der Steinzeit besiedelt, worauf Funde in der Gemarkung Bonndorf hinweisen.
Nach der Besiedelung durch Kelten und Germanen wurde um 260 das Gebiet von den Alemannen in Besitz genommen. 1877 wurde in Bettmaringen, das heute zur Stadt Stühlingen gehört, eine Fibel aus dieser Zeit gefunden, daneben wurden alemannische Plattengräber mit Grabbeilagen entdeckt.
496 gerieten die Alemannen in die Abhängigkeit fränkischer Könige, woraufhin ihre Stammesgebiete in Gaue unterteilt wurde. Bonndorf gehörte zum Albgau, dessen Gaugrafen von Gurtweil aus regierten.
Die erste urkundliche Erwähnung aus dem Jahr 1223 befindet sich heute im Staatsarchiv in Basel. Im Sankt Galler Stiftsarchiv findet sich daneben eine Urkunde aus dem Jahr 800, in der ein Pondorf erwähnt wird. Es wurde bisher angenommen, dass damit der Überlinger Ortsteil Bonndorf gemeint war, was jedoch seit 1998 zumindest angezweifelt wurde. Der St. Galler Stiftsarchivar Peter Erhart hält einen Bezug auf Bonndorf im Schwarzwald für wahrscheinlicher, da es um die gleiche Zeit Erwähnungen der nahen Orte Löffingen (819), Rötenbach (819), Weizen (787), Schwaningen (766) und Grimmelshofen (809) gibt. Daneben habe das 797 erwähnte Ewattingen sogar eine Galluskirche.
Die Gaugrafen waren mit den Herren von Bonndorf, die ihren Sitz auf dem Lindenbuck hatten, durch das Lehnswesen verbunden. Nach 1290 ging Bonndorf durch Heirat oder Verkauf in den Besitz verschiedener fremder Herren über. Mit dem Aussterben des Geschlechts derer von Lupfen 1582 entstand eine Erbstreitigkeit über das Gebiet, die schließlich von Kaiser Rudolf II. entschieden wurde.
1609 bereits wurde Bonndorf vom Kloster St. Blasien gekauft. Durch diesen Erwerb der reichsunmittelbaren Herrschaft Bonndorf wurde der Abt des Klosters weltlicher Herrscher und erhielt Sitz und Stimme im Schwäbischen Kreistag (1638).
1699 wurden die Herrschaften Bonndorf, Gutenburg (1480 von St. Blasien gekauft), Bettmaringen (1418 an St. Blasien verschenkt) und Blumegg (1433 durch St. Blasien gekauft) zur Grafschaft Bonndorf vereinigt.
1746 wurde der Abt von St. Blasien in den Reichsfürstenstand erhoben. Die Grafschaft Bonndorf wurde damit zum Fürstentum.

### 19. Jahrhundert
1803 wurde das Eigentum des Klosters St. Blasien säkularisiert. 1806 kam Bonndorf schließlich – nach kurzer Herrschaft des Malteserordens (1803–1805) und des Königreichs Württemberg (1805–1806) – an das Großherzogtum Baden.
1807 wurde das Bezirksamt Bonndorf gegründet, die hierzu erforderlichen Ämter wie das Amtsgericht, das Notariat und das Forstamt kamen in den folgenden Jahren hinzu und nahmen größtenteils ihren Sitz im Bonndorfer Schloss.

### 20. Jahrhundert
Erst 1924 wurde das Bezirksamt Bonndorf aufgelöst und dem Landkreis Hochschwarzwald zugeordnet. Dieser Landkreis wurde im Zuge der Gebietsreform (1967–1975) wieder aufgelöst; Bonndorf fiel an den Landkreis Waldshut. Gleichzeitig kamen die heutigen Ortsteile zu Bonndorf.
Der Name der Stadt kommt – der Legende zufolge – von den Bohnen, mit denen die Bürger des Ortes in Abstimmungen ihre Meinung bekundet haben sollen. Andere Quellen gründen den Namen der Stadt auf das keltische buona, welches entweder vom Wort baunos (gebaut, bewohnt) oder von den Wörtern boum, bôm, bôn (vom keltischen bona – Baum) herrühren soll. Nach der zweiten Deutung ist Bonndorf also das Dorf bei den Bäumen.
Das Stadtrecht bekam Bonndorf 1891 verliehen, 1935 wurde es wieder entzogen. 1951 erhielt Bonndorf das Stadtrecht vom badischen Staatspräsidenten Leo Wohleb zurück. Den Namensbestandteil im Schwarzwald führt die Stadt seit dem 19. Februar 1963.

### Eingemeindungen
Im Zuge der Gemeindegebietsreform in Baden-Württemberg wurden die folgenden bis dahin selbstständigen Gemeinden nach Bonndorf im Schwarzwald eingemeindet:
- 1. Juli 1971: Boll[5]
- 1. Januar 1972: Ebnet[5]
- 1. Juni 1972: Wellendingen[5]
- 1. August 1973: Wittlekofen[6]
- 1. Oktober 1974: Dillendorf[6]
- 1. Januar 1975: Brunnadern, Gündelwangen und Holzschlag[6]

Dillendorf gehörte vor der Eingemeindung bereits zum Landkreis Waldshut, alle anderen Gemeinden, einschließlich Bonndorf im Schwarzwald gehörten zum Landkreis Hochschwarzwald.

### Bevölkerungsstruktur und Einwohnerentwicklung
| Jahr      | 1855 | 1900 | 1950 | 1961 | 1970 | 1980 | 1991 | 1995 | 2005 | 2010 | 2015 | 2020 |
| --------- | ---- | ---- | ---- | ---- | ---- | ---- | ---- | ---- | ---- | ---- | ---- | ---- |
| Einwohner | 1212 | 1600 | 2100 | 2556 | 3192 | 5364 | 5980 | 6494 | 6856 | 6848 | 6836 | 6953 |

Bevölkerung insgesamt (Stand: 31. Dezember 2019): 6939
| Wappen Bonndorf | Wappen Bonndorf-Brunnadern | Wappen Bonndorf-Boll | Wappen Bonndorf-Ebnet | Wappen Dillendorf | Wappen Gündelwangen | Wappen Holzschlag | Wappen Bonndorf-Wellendingen | Wappen Wittlekofen |
| Bonndorf        | Brunnadern                 | Boll                 | Ebnet                 | Dillendorf        | Gündelwangen        | Holzschlag        | Wellendingen                 | Wittlekofen        |
| 4927            | 71                         | 122                  | 74                    | 251               | 548                 | 139               | 548                          | 211                |

## Religion
Bonndorf ist katholisch geprägt. Erst seit dem 19. Jahrhundert gibt es Protestanten, ab 1875 wurden Juden verzeichnet. Heute hat Bonndorf neben den beiden großen christlichen Gemeinden auch eine muslimische Gemeinde mit einem eigenen Gebetsraum. Zudem sind die Neuapostolische Kirche und die Zeugen Jehovas in Bonndorf vertreten.
1402 wurde der Stadt von Rudolf von Wohlfurt und seiner Gattin das Paulinerkloster Bonndorf gestiftet. Die Paulinerpatres übernahmen die Seelsorge der Stadtbürger. Das aus zehn bis zwölf Patres bestehende und zum Bistum Konstanz gehörende Kloster lag im heutigen Martinsgarten in Bonndorf. Der Konstanzer Bischof befreite das Kloster von allen Lasten und Dienstleistungen. Diese Entscheidung wurde vom auf dem Konstanzer Konzil gewählten Papst Martin V. 1417 bestätigt. Nach dem Kauf der Herrschaft Bonndorf durch das St. Blasier Kloster übernahm der St. Blasier Abt auch die Herrschaft über das Bonndorfer Kloster. 1731 wurde das Klostergebäude neu gebaut und auch erweitert. Anfang des 19. Jahrhunderts war das schon traditionell arme Kloster auch zunehmender Klosterfeindlichkeit ausgesetzt. Schließlich wurde das Kloster im Zuge der Säkularisation 1807 aufgelöst. Heute erinnern die Paulinerstraße, die vom ehemaligen Kloster zum Schloss führt, und das von 1975 bis 1977 erbaute Paulinerheim (Pfarrzentrum) oberhalb der katholischen Kirche an das Paulinerkloster. Enge Verbindungen bestanden zu dem Paulinerkloster Tannheim und dem Kloster Grünwald.
Die evangelische Gemeinde wurde 1873 gegründet und war die größte evangelische Diaspora-Gemeinde Deutschlands. Sie hielt ihre Versammlungen zunächst in der 1727 erbauten Schlosskapelle im Stadtgarten ab. 1934 wurde die Gemeinde zur Pfarrei erhoben, 1953 die heutige Pauluskirche mit Gemeindesaal und Pfarrhaus errichtet.

## Politik

### Gemeinderat
In Bonndorf wurde der Gemeinderat bis 2014 nach dem Verfahren der unechten Teilortswahl gewählt. Dabei konnte sich die Zahl der Gemeinderäte durch Überhangmandate verändern. Der Gemeinderat besteht aus den 18 gewählten ehrenamtlichen Gemeinderäten und dem Bürgermeister als Vorsitzendem. Der Bürgermeister ist im Gemeinderat stimmberechtigt.
Die Kommunalwahl am 9. Juni 2024 führte zu folgendem Endergebnis.
| Parteien und Wählergemeinschaften | Parteien und Wählergemeinschaften           | % 2024  | Sitze 2024 | % 2019 | 2019   | Kommunalwahl 2024 %3020100 27,87 %26,33 %24,79 %9,53 %11,48 %n. k. % CDUBLSPDGrüneFWFDPGewinne und Verlusteim Vergleich zu 2019 %p 12 10 8 6 4 2 0 −2 −4 −6 −8−6,53 %p−5,07 %p+3,69 %p−0,37 %p+11,48 %p−3,2 %pCDUBLSPDGrüneFWFDP |
| CDU                               | Christlich Demokratische Union Deutschlands | 27,87   | 5          | 34,4   | 7      | Kommunalwahl 2024 %3020100 27,87 %26,33 %24,79 %9,53 %11,48 %n. k. % CDUBLSPDGrüneFWFDPGewinne und Verlusteim Vergleich zu 2019 %p 12 10 8 6 4 2 0 −2 −4 −6 −8−6,53 %p−5,07 %p+3,69 %p−0,37 %p+11,48 %p−3,2 %pCDUBLSPDGrüneFWFDP |
| BL                                | Bürgerliste                                 | 26,33   | 5          | 31,4   | 7      | Kommunalwahl 2024 %3020100 27,87 %26,33 %24,79 %9,53 %11,48 %n. k. % CDUBLSPDGrüneFWFDPGewinne und Verlusteim Vergleich zu 2019 %p 12 10 8 6 4 2 0 −2 −4 −6 −8−6,53 %p−5,07 %p+3,69 %p−0,37 %p+11,48 %p−3,2 %pCDUBLSPDGrüneFWFDP |
| SPD                               | Sozialdemokratische Partei Deutschlands     | 24,79   | 4          | 21,1   | 5      | Kommunalwahl 2024 %3020100 27,87 %26,33 %24,79 %9,53 %11,48 %n. k. % CDUBLSPDGrüneFWFDPGewinne und Verlusteim Vergleich zu 2019 %p 12 10 8 6 4 2 0 −2 −4 −6 −8−6,53 %p−5,07 %p+3,69 %p−0,37 %p+11,48 %p−3,2 %pCDUBLSPDGrüneFWFDP |
| GRÜNE                             | Bündnis 90/Die Grünen                       | 9,53    | 2          | 9,9    | 2      | Kommunalwahl 2024 %3020100 27,87 %26,33 %24,79 %9,53 %11,48 %n. k. % CDUBLSPDGrüneFWFDPGewinne und Verlusteim Vergleich zu 2019 %p 12 10 8 6 4 2 0 −2 −4 −6 −8−6,53 %p−5,07 %p+3,69 %p−0,37 %p+11,48 %p−3,2 %pCDUBLSPDGrüneFWFDP |
| FW                                | Freie Wähler Bonndorf                       | 11,48   | 2          | –      | –      | Kommunalwahl 2024 %3020100 27,87 %26,33 %24,79 %9,53 %11,48 %n. k. % CDUBLSPDGrüneFWFDPGewinne und Verlusteim Vergleich zu 2019 %p 12 10 8 6 4 2 0 −2 −4 −6 −8−6,53 %p−5,07 %p+3,69 %p−0,37 %p+11,48 %p−3,2 %pCDUBLSPDGrüneFWFDP |
| FDP                               | Freie Demokratische Partei                  | –       | –          | 3,2    | 1      | Kommunalwahl 2024 %3020100 27,87 %26,33 %24,79 %9,53 %11,48 %n. k. % CDUBLSPDGrüneFWFDPGewinne und Verlusteim Vergleich zu 2019 %p 12 10 8 6 4 2 0 −2 −4 −6 −8−6,53 %p−5,07 %p+3,69 %p−0,37 %p+11,48 %p−3,2 %pCDUBLSPDGrüneFWFDP |
| gesamt                            | gesamt                                      | 100,0   | 18         | 100,0  | 22     | Kommunalwahl 2024 %3020100 27,87 %26,33 %24,79 %9,53 %11,48 %n. k. % CDUBLSPDGrüneFWFDPGewinne und Verlusteim Vergleich zu 2019 %p 12 10 8 6 4 2 0 −2 −4 −6 −8−6,53 %p−5,07 %p+3,69 %p−0,37 %p+11,48 %p−3,2 %pCDUBLSPDGrüneFWFDP |
| Wahlbeteiligung                   | Wahlbeteiligung                             | 58,05 % | 58,05 %    | 55,3 % | 55,3 % | Kommunalwahl 2024 %3020100 27,87 %26,33 %24,79 %9,53 %11,48 %n. k. % CDUBLSPDGrüneFWFDPGewinne und Verlusteim Vergleich zu 2019 %p 12 10 8 6 4 2 0 −2 −4 −6 −8−6,53 %p−5,07 %p+3,69 %p−0,37 %p+11,48 %p−3,2 %pCDUBLSPDGrüneFWFDP |

### Bürgermeister seit 1945
- 1945: Fritz Göggel
- 1. August 1945: Erwin Leser
- 1946–1957: Leo Speck
- 1958–1972: Oskar Stöckle
- 1973–1992: Peter Folkerts (* 19. Oktober 1946; † 16. Juni 1992 bei einem Flugzeugabsturz nahe der Kemptner Hütte)
- 1992 – 30. Juni 2021: Michael Scharf (* 24. Mai 1964)
- seit 1. Juli 2021: Marlon Jost

### Wappen
Die Blasonierung des Wappens lautet: „In Blau ein aufgerichteter silberner Löwe.“
Die ursprünglichen Herren von Bonndorf verwendeten als Schild einen Stern über einem Dreiberg.
Der silberne Löwe auf blauem Grund, der heute das Gemeindewappen darstellt, erschien erstmals im Jahr 1304. Zwischen 1434 und 1891 jedoch wurde als Siegel eine Puffbohne mit Schoten verwendet. Erst zur Verleihung der Stadtrechte 1891 erinnerte man sich wieder an das alte Wappen. Man nahm an, dass der Löwe von den Herren von Krenkingen komme, doch ein Löwe wurde von den Krenkingern in Wirklichkeit nie geführt. Vermutlich geht das Wappentier auf den Habsburger Löwen zurück.

### Städtepartnerschaft
Seit 1975 besteht eine Partnerschaft mit der französischen Gemeinde Bains-les-Bains südwestlich der Vogesen.

## Kultur und Sehenswürdigkeiten

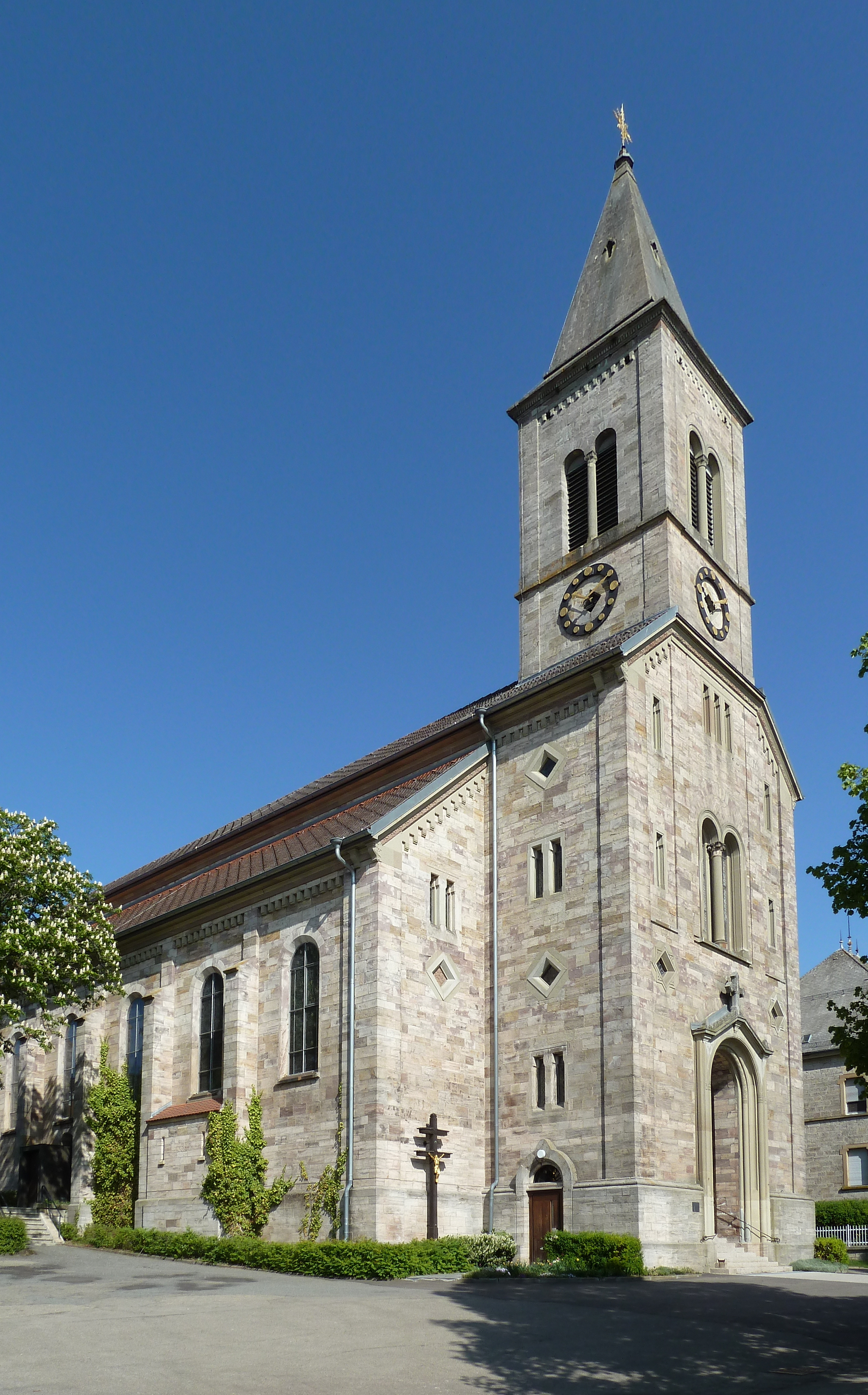
Die katholische Kirche von Bonndorf, Neubau von 1850

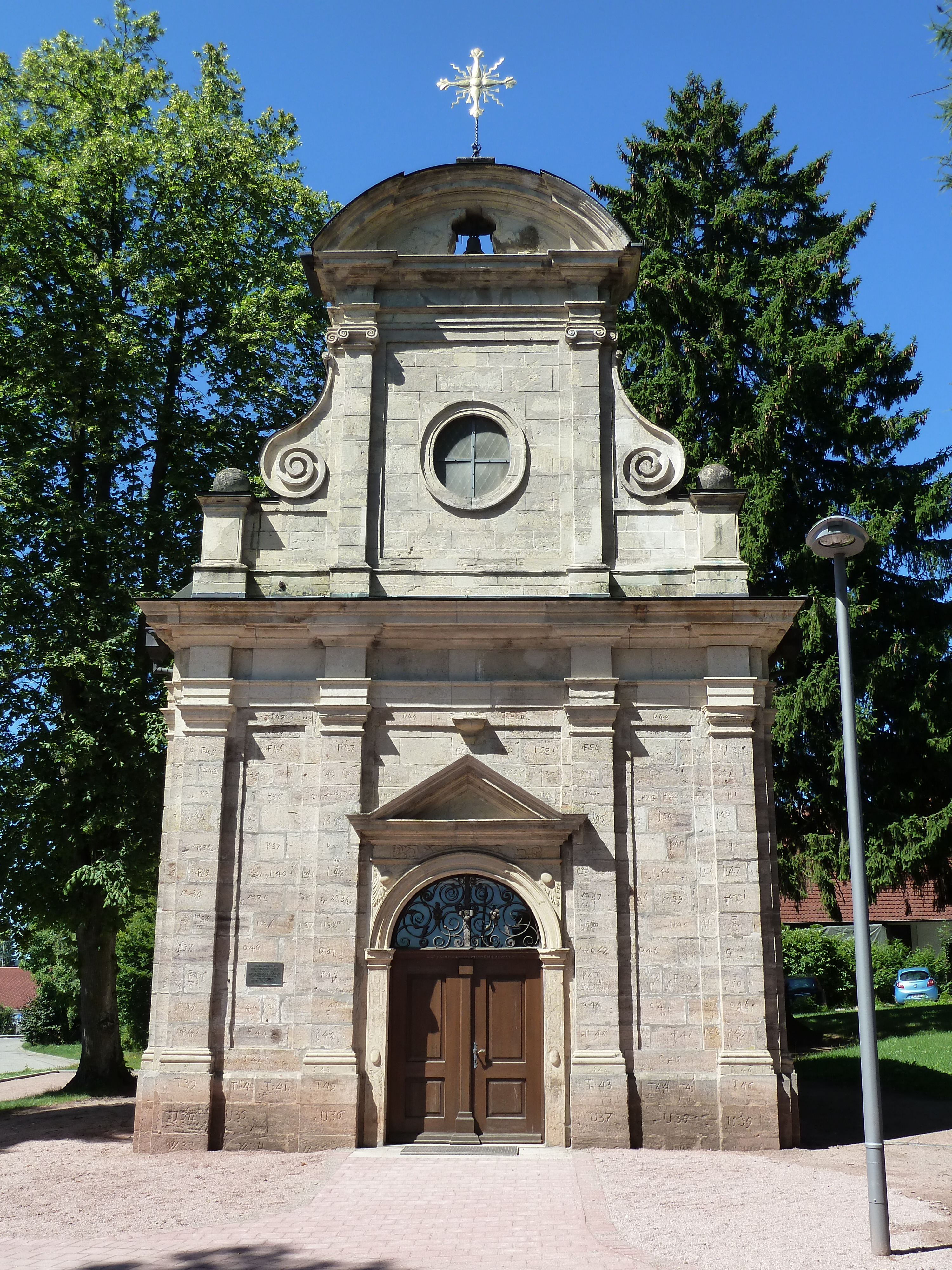
Die Schlosskapelle im Stadtgarten, Ort der frühen Versammlungen der Protestanten in Bonndorf

### Museen
- Die im Bonndorfer Schloss befindlichen Narrenstuben beherbergen eine große Ausstellung von Narrenfiguren und anderen Ausstellungsstücken aus der Narrenzeit.

- Weiterhin existiert das Kulturzentrum Schloss Bonndorf, in dem das ganze Jahr über bedeutende Ausstellungen (Klassische Moderne und Gegenwartskunst), Konzerte (Cuarteto Casals, Mandelring Quartett, Leipziger Streichquartett, Bernd Glemser, Pieter Wispelwey u. v. a.) und Lesungen (Peter Bichsel, Wilhelm Genazino, Durs Grünbein, Adolf Muschg, Urs Widmer u. v. a.) stattfinden. Hier fand z. B. die Ausstellung über Christo und Jeanne Claude statt, zu deren Eröffnung neben dem Künstlerehepaar auch der damalige Baden-Württembergische Ministerpräsident Erwin Teufel mit dem Helikopter kam und der damalige Landrat kreuz und quer durch Bonndorf fuhr, weil niemand wusste, wo Teufel landen würde.[9]

- Im Ortsteil Boll findet sich eine Mühle aus dem Jahr 1610, die 1993 als Mühlen-Museum Boll eröffnet wurde und einmal pro Woche und am Deutschen Mühlentag besichtigt werden kann.

- Im Ortsteil Glashütte befindet sich seit Ende 2011 das Naturkundemuseum Professor Kalchreuter, das aus dem Museum des 1989 bis 2005 vom Jagdwissenschaftler und Wildbiologen Heribert Kalchreuter (1939–2010) geleiteten Europäischen Wildforschungsinstituts (EWI) hervorging. Dort sind Präparate des von ihm erlegten Wildes aus aller Welt zu sehen.[10]

### Bauwerke
Das Schloss Bonndorf wurde 1592/1594 als Wasserschloss errichtet und von 1723 bis 1726 durch den Fürstabt des Klosters St. Blasien barockisiert. Das Gebäude wurde in den 1970er-Jahren restauriert und beherbergt heute die Narrenstuben, Kulturzentrum Schloss Bonndorf – Kreismuseum, Stadtbibliothek und einen Konzertraum.
Dem Schloss gegenüber liegt die Alte Sparkasse. Das im 19. Jahrhundert erbaute Haus beherbergte das Geldinstitut bis zum Umzug in einen Neubau neben dem Rathaus.
Die heutige katholische Kirche St. Peter und Paul ist die Nachfolgerin der Klosterkirche des Paulinerklosters. In der Nacht vom 18. auf den 19. Juli 1842 brannte sie ab und wurde 1850 von Josef Berckmüller im Auftrag des Großherzogtums Baden im spätromanisch-frühgotischen Stil an anderer Stelle neugebaut. Die 1906 vollendete Inneneinrichtung von Franz Josef Simmler wurde von 1972 bis 1974 renoviert. Die Kirche liegt oberhalb der Stadt im Norden Bonndorfs.
Die Schlosskapelle wurde 1727 von Abt Blasius III. in der Nähe des Schlosses erbaut und vom Konstanzer Bischof geweiht. Als Patrone gelten der heilige Blasius von Sebaste und der heilige Nikolaus. Die Kapelle wurde Anfang des 19. Jahrhunderts abgebaut und an ihrem heutigen Standort in der Nähe der Grundschule wiederaufgebaut. Ab 1873 bis zum Bau der Pauluskirche diente sie den Bonndorfer Protestanten als Raum für ihren Gottesdienst.
Im Stadtteil Boll befindet sich die Mühle Boll, die bis 1972 in Betrieb war und heute ein Museum beherbergt.

### Parks
Bei der Renovierung des Schlosses wurde der Schlossgarten neu angelegt, der heute in den Japanischen Garten übergeht. Ferner gibt es in der Stadtmitte den Martinsgarten und in der Straßenverzweigung Lenzkirch – Rothaus, unmittelbar beim Schwarzwaldhotel, den Stadtgarten. Auf dem heutigen Martinsgarten stand das frühere Paulinerkloster mit der Kloster- und Pfarrkirche, welche 1842 einem Großbrand zum Opfer fielen. 1856 wurde von Franz Xaver Reich ein Denkmal für Fürstabt Martin Gerbert im unteren Teil des Gartens errichtet. Zwischenzeitlich ist das Denkmal aus dem Zentrum des Parks versetzt und der Martinsgarten zu einem Spielplatz umgestaltet worden. Der Stadtgarten war für wenige Jahrzehnte der Friedhof, weshalb auch die Schlosskapelle dorthin versetzt wurde. Als der Friedhof aufgelassen wurde, hat man die Fläche als Park ausgebildet und ein Kriegerdenkmal 1870/71 darin aufgestellt. Anfangs trug das Denkmal eine Germania-Figur, die dem nahe gelegenen, noch bestehenden Gasthaus seinen Namen gab. Sie wurde jedoch im Rahmen einer Metallspende eingeschmolzen.

### Regelmäßige Veranstaltungen

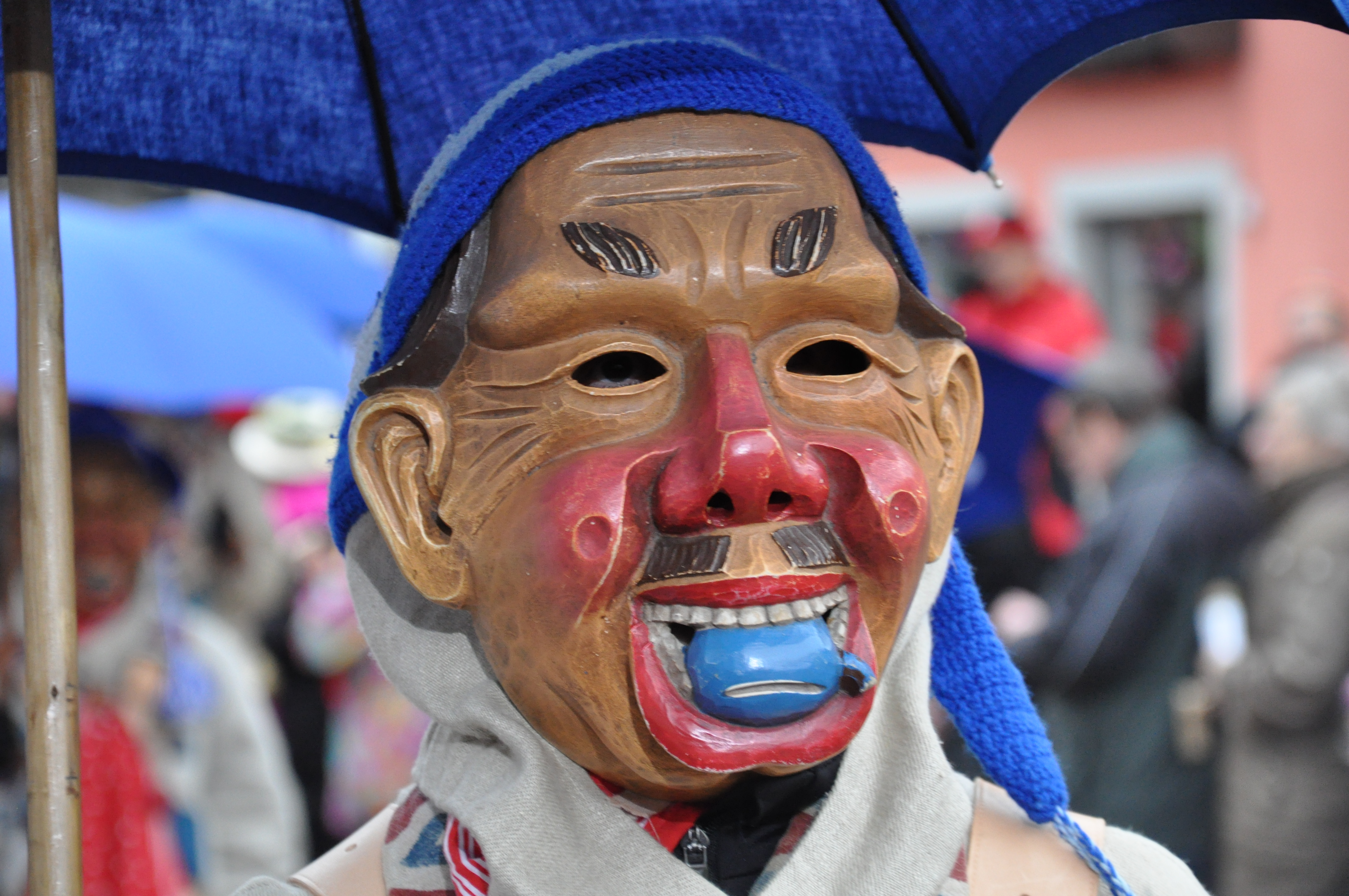
Bonndorfer Pflumeschlucker

Bonndorf ist eine Hochburg der schwäbisch-alemannischen Fastnacht. Die Pflumeschlucker sind eine bekannte Narrenzunft und feiern die Bonndorfer Fasnacht besonders als Straßenfastnacht vom Schmutzige Dunschdig bis in die Nacht zum Aschermittwoch. Am letzten Juli-Wochenende findet das alljährliche traditionelle Schlossfest, rund um das Schloss statt.

## Wirtschaft und Infrastruktur

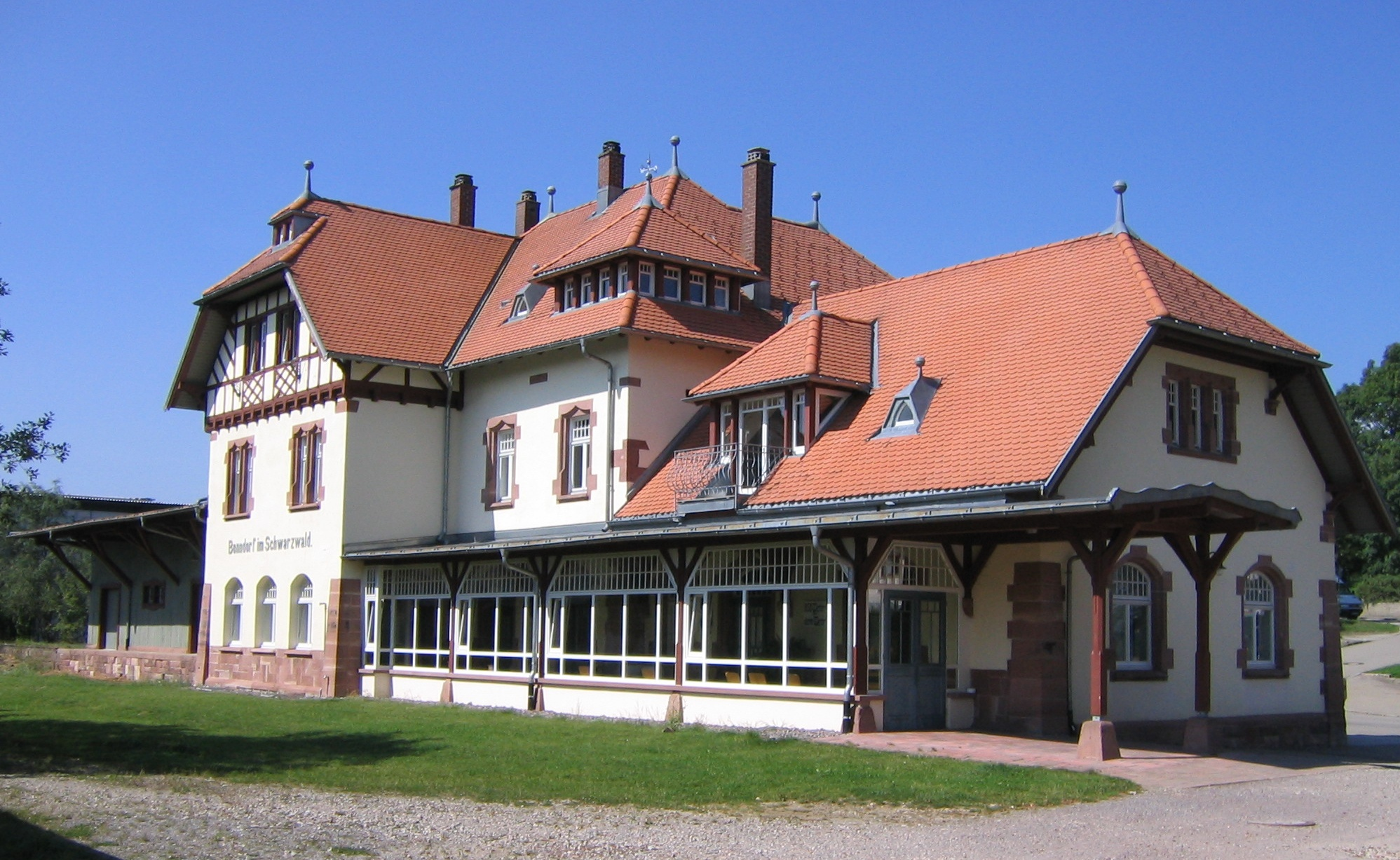
Ehemaliger Bahnhof Bonndorf

### Verkehr
Zwischen 1907 und 1976 hatte Bonndorf mit der Bahnstrecke Kappel Gutachbrücke–Bonndorf einen Bahnanschluss, der beim Bahnhof Kappel-Gutachbrücke von der Höllentalbahn abzweigte. Damals fuhren auch Touristikzüge von Touropa aus Norddeutschland nach Bonndorf. Der ehemalige Bahnhof steht noch heute. Die Südbadenbus GmbH bietet Nahverkehrslinien nach Neustadt (Schwarzwald), Waldshut, Stühlingen, Donaueschingen und Grafenhausen/Seebrugg an. Ferner bestehen in den Sommermonaten durch Wanderbusse Nahverkehrsverbindungen zur Wutachschlucht und zur Ferienregion Rothauser Land.
Der Südschwarzwaldradweg als Rundweg von Hinterzarten über Waldshut-Tiengen, Basel und Freiburg führt von Lenzkirch auf der Trasse der ehemaligen Bahnlinie über die Ortsteile Holzschlag und Gündelwangen nach Bonndorf und weiter über den Stühlinger Ortsteil Lausheim entlang des Flusses Wutach nach Stühlingen. Der Schwarzwald-Panoramaweg von Pforzheim nach Waldshut verläuft bei ähnlichem Routenverlauf von Bonndorf über die zur Gemeinde Wutach gehörenden Ortsteile Münchingen und Ewattingen nach Stühlingen. Über einen Abzweig vom Südschwarzwaldradweg sind die Ortsteile Dillendorf, Brunnadern und Wellendingen als Rundweg mit Bonndorf verbunden.
Bonndorf liegt an der Bundesstraße 315.

### Industrielle Entwicklung und ansässige Unternehmen
Bonndorf war zu Beginn des 20. Jahrhunderts rein landwirtschaftlich und handwerklich geprägt. Einen ersten Industriebetrieb gab es mit der Schuhfabrik Gebr. Kriechle ab 1872 und ab 1905 lieferte das städtische Elektrizitätswerk elektrische Energie (Gleichstrom 220/110 V). In den 20er Jahren siedelte mit der Seidenweberei Stehli ein neuer Industriebetrieb an und bezog einen Shed-Hallenbau. Dieses Firmengebäude sollte eine wechselvolle Geschichte erleben: Dem Unternehmen Stehli folgte die Stumpenfabrik Villiger & Söhne sowie die Rhodiaceta, Kunstseide AG. Nach dem Krieg zog bis 1955 die Spinnerei Ramie AG aus Emmendingen, gefolgt von der Frottee-Weberei Richter aus Ahaus, in das Gebäude ein. 1972 bis 1997 bezog das Unternehmen Willi Studer mit einem Zweigwerk das Gebäude. Die bis zu 250 Beschäftigten fertigten im Werk Bonndorf vor allem Leiterplatten und Motoren für fast aller Revox-Produkte.
1921 erwarben Michael und Margarethe Adler eine Metzgerei samt Gaststätte, die Keimzelle der heutigen Hans Adler OHG. Adler ist ein wichtiger Hersteller von Schwarzwälder Schinken und bietet mit über 200 Beschäftigten im Lebensmittelbereich Regionalprodukte aus dem Schwarzwald an.
Mit der Ansiedlung der Unternehmen Dunkermotoren und Kienzle Feinbau im Jahr 1955 entstand ein nachhaltiger Wirtschaftszweig. Dunkermotoren stellt vor allem Elektromotoren und dazugehörige Getriebe her und ist mit über 1000 Arbeitsplätzen der größte Arbeitgeber am Ort. Das Unternehmen gehört zwischenzeitlich zur Unternehmensgruppe AMETEK. Kienzle Feinbau fertigte vor allem Parkuhren und mechanische Preisrechner für Tankstellen. Später wurde das Produktspektrum auf elektronischen Tankstellensteuerungen erweitert. Zwischenzeitlich ist das Unternehmen als Firma Hectronic auf dem Markt vertreten und bietet mit rund 140 Angestellten Produkte in den Bereichen Parken (Parkscheinautomaten) und Tanken (wie z. B. Tankstellensteuerungen, Füllstand- und Grenzwert-Sonden) an.
Des Weiteren existieren mehrere Mittelstands- und Handwerksbetriebe aus den Bereichen Fahrzeug-, Landmaschinen- und Holztechnik, der Baubranche und Textilreinigung. Mit dem Breitenfeld wurde in den 1990er Jahren ein neues Baugebiet für Industrie- und Handwerksbetriebe erschlossen.

### Bildung
Bonndorf ist Standort des Bildungszentrums. Hier sind die Grundschule, Sonderpädagogisches Bildungs- und Beratungszentrum (SBBZ) und die Realschule (mit bilingualem Zug) unter einem Dach vereint. Die Grundschule verfügt über eine Vorbereitungs- und eine Integrationsklasse. Außerdem können Schüler mit pädagogischem Sonderbedarf an einer Außenstelle der E-Schule Lauchringen unterrichtet werden. In allen Schulstufen gibt es ein Nachmittagsangebot. Der Einzugsbereich umfasst die Gemeinden Bonndorf und Wutach sowie Teile der Gemeinden Lenzkirch, Grafenhausen und Ühlingen-Birkendorf. Der Versuch, einen Teil der Unterstufe des Gymnasiums Kolleg St. Blasien nach Bonndorf zu holen, scheiterte um das Jahr 2000. Ab 2019 wurde das Schulhaus für mehrere Millionen Euro modernisiert. Die Sanierungsarbeiten sollen 2024 fertiggestellt werden. Zudem wurde ab Ende 2023/Anfang 2024 ein externes Gesamtlehrerzimmer und Verwaltungsgebäude neu gebaut.

## Persönlichkeiten

### Ehrenbürger
Die Ehrenbürgerwürde der Stadt Bonndorf erhielten bisher: Ernst Schwörer (1893–1967), Oskar Stöckle (1907–1987), Theo Hany (1924–2012), der Begründer der Schlossnarrenstuben, sowie der ehemalige katholische Stadtpfarrer Eugen Fleig (1930–2018).

### Söhne und Töchter der Stadt
- Ambrosius Eichhorn (1758–1820), Benediktiner, Lehrer, Historiker, Priester und Schriftsteller. Geboren in Wittlekofen.
- Joseph Lukas Meyer (1774–1821), Benediktiner, Pfarrer, Lehrer und Heimatforscher. Geboren in Holzschlag.
- Joseph Wiel (1828–1881), Arzt, betrieb die Badeanstalt Steinabad, wo er u. a. Friedrich Nietzsche behandelte
- Constantin Fehrenbach (1852–1926), Politiker (Zentrum), Reichskanzler von 1920 bis 1921, wurde in Wellendingen, heute ein Ortsteil von Bonndorf, geboren.
- Adolf Würth (1905–1997), nationalsozialistischer Rassentheoretiker, der am Völkermord an Sinti und Roma beteiligt war, wurde in Bonndorf geboren
- Heinrich Bürkle de la Camp (1895–1974), Chirurg in Bochum
- Astrid Damerow (* 1958), Politikerin und Landtagsabgeordnete (CDU)
- Clemens Binninger (* 1962), Politiker und MdB (CDU), wurde in Bonndorf geboren und wuchs im benachbarten Wutach-Ewattingen auf.
- Bernadette Hörder (* 1962), Künstlerin
- Frida Kessler (1909–1996), Krankenschwester, verdientes Mitglied im DRK-Ortsverein, Ehrenmedaille Stadt Bonndorf[19]
- Lothar Böhler (* 1970), Gründungsmitglied der Feldberger, wurde in Bonndorf geboren und ist im Ortsteil Holzschlag aufgewachsen

### Personen, die mit der Stadt in Verbindung stehen
- Dominikus Kuenzer (1793–1853), römisch-katholischer Priester, Abgeordneter im Badischen Landtag und Mitglied der Frankfurter Nationalversammlung, war bis 1836 Pfarrer, Dekan und Schulvisitator in Bonndorf
- Friedrich Faller (1856–1905), Gastwirt, Feuerwehrkommandant und Mitglied des Deutschen Reichstags[20]
- Ralf Dahrendorf, Baron Dahrendorf KBE (1929–2009), gelegentlich unter dem Pseudonym Wieland Europa, deutsch-britischer Soziologe, Politiker und Publizist, wohnte in London, Köln und Bonndorf (OT Holzschlag)
- Heribert Kalchreuter (1939–2010), Jagdwissenschaftler und Wildbiologe, lebte im Weiler Glashütte und gründete dort 1977 die Arbeitsstelle für Wildforschung in Baden-Württemberg
- Hans Lembke (1885–1959), akademischer Zeichenlehrer in Freiburg im Breisgau und Berlin
- Dietzenschmidt (1893–1955), Dramatiker, Kleistpreis mit Kurt Heynicke, lebte zeitweise in Bonndorf
- Hermann Schäufele (1906–1977), deutscher Geistlicher und römisch-katholischer Erzbischof von Freiburg, wuchs eine Zeit lang im Ortsteil Gündelwangen auf